# ローレントーマサイト
ローレントーマサイト（英語：Laurentthomasite、ca:Laurentthomasita）とは、鉱物学者で宝石商のローレン・トーマスが2019年に発見した六方晶系の新鉱物で、彼の名から因まれる。化学組成はMg2K(Be2Al)Si12O30、青色から黄緑色の色深く透明感のある宝飾品向けで、性質から反して度々マダガスカルに産出するグランディディエライトと間違えられやすい珪酸塩鉱物。

## 性質
屈折率 1.54
モース硬度 6
比重 2.66-2.67
六方晶系
ガラス光沢